# 贝内克萨马
贝内克萨马，是西班牙巴伦西亚自治区阿利坎特省的一个市镇。总面积35km2，总人口1816人（2001年），人口密度52人/km2。